# Секу Олісе
Секу Олісе (англ. Sekou Oliseh, нар. 5 червня 1990, Монровія) — ліберійський футболіст, півзахисник та нападник клубу ПАОК.
Насамперед відомий виступами за ЦСКА (Москва), а також національну збірну Ліберії.

## Клубна кар'єра
Секу Джабате народився 5 червня 1990 в Ліберії. 2002 року через громадянську війну він разом із сестрою втік до Нігерії, де провів деякий час в таборі для біженців. Там він став займатися футболом у клубі «Ебедей», який тренував колишній нігерійський футболіст Черчіль Олісе, який всиновив Секу і дав йому своє прізвище.

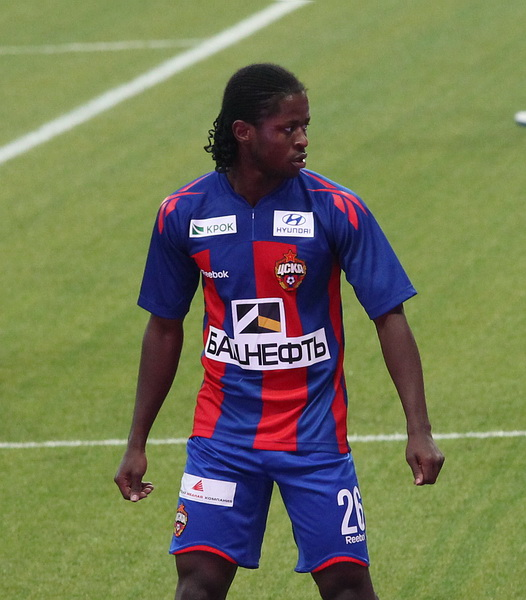
Секу Олісе під час виступів за ЦСКА. 11 травня 2011

2006 року футболіст перейшов в данський «Мідтьюлланн». За основну команду данців Секу дебютував 26 жовтня 2008 року. Всього він провів за «Мідтьюлланн» 6 матчів. Влітку 2009 року проходив збори разом з московським «Локомотивом», проте контракт з «залізничниками» так і не уклав.
31 серпня 2009 року, в останній день «трансферного вікна», футболіст був узятий в оренду московським ЦСКА. За команду дебютував 4 жовтня 2009 року в матчі проти «Кубані» та одразу ж відзначився голом та результативною передачею. Після закінчення сезону підписав з ЦСКА контракт на 5 років. 15 серпня 2010 року вперше в своїй професійній кар'єрі оформив дубль у матчі проти махачкалінського клубу «Анжи». Пізніше, в матчі проти «Сибіру» Олісе забив гол, який і став переможним — 1:0.
30 січня 2013 року на правах оренди перейшов у грецький ПАОК. Термін орендної угоди був розрахований до кінця сезону, проте 8 липня року оренду продовжили ще на рік. Всього за півтора року встиг відіграти за клуб з Салонік 23 матчів в національному чемпіонаті.
11 липня 2014 року відправлений в оренду в «Кубань» на півроку. Взимку повернувся в ЦСКА, оскільки тренер «Кубані» Леонід Кучук не бачив йому місця в складі команди. Московський клуб почав шукати варіанти трансферу Секу в команду російської прем'єр-ліги або в Китай, проте гравець залишився в команді, хоча на поле таі і не вийшов. По закінченні контракту 30 червня 2015 року залишив ЦСКА. 
28 серпня 2015 року підписав дворічний контракт з катарським клубом «Аль-Гарафа». Секу став четвертим іноземним гравцем клубу, за правилами футбольної асоціації Катару, це максимальне число іноземних гравців. Він заміниив австралійця Марка Брешіано, який покинув команду.

## Виступи за збірну
У серпні 2010 року Олісе отримав виклик до складу збірної Ліберії.
Секу Олісе відзначився голом у ворота збірної Зімбабве у своєму дебютному матчі за збірну Ліберії (в рамках відбіркового турніру до Кубка Африканських націй), встановивши остаточний рахунок — 1:1.
Наразі провів у формі головної команди країни 18 матчів, забивши 2 голи.

## Титули і досягнення
- Володар Кубка Росії (2):

ЦСКА (Москва):  2008–09, 2010–11
- Володар Суперкубка Росії (1):

ЦСКА (Москва): 2009